# Head Above Water (album)
Head Above Water là album phòng thu thứ sáu của nữ ca sĩ người Canada Avril Lavigne. Nó được phát hành vào ngày 15 tháng 2 năm 2019 thông qua công ty âm nhạc BMG Rights Management. Đây chính là album phòng thu đầu tiên của Lavigne kể từ album mang tên mình phát hành vào năm 2013, đánh dấu khoảng thời gian dài nhất giữa những lần phát hành album của cô. Lavigne đóng vai trò chính trong việc sản xuất album và hợp tác với nhiều nhà sản xuất âm nhạc khác nhau, bao gồm  Stephan Moccio, Chris Baseford, Johan Carlsson, Lauren Christy, Ryan Cabrera, Travis Clark, Bonnie McKee, JR Rotem và Mitch Allan cùng nhiều cái tên khác.
Head Above Water chịu ảnh hưởng lớn từ cuộc đấu tranh của Lavigne với căn bệnh Lyme, với việc cô miêu tả nó như một "hành trình đầy cảm xúc".

## Bối cảnh và phát triển
Vào tháng 12 năm 2014, Lavigne được chẩn đoán mắc bệnh Lyme. Cô cho biết cô đã phải "ngồi bên chiếc piano của mình và hát để vơi nỗi đau". Các bài hát trong album này phần lớn chịu nhiều ảnh hưởng từ cuộc chiến chống bệnh Lyme của cô. Vào ngày 25 tháng 12 năm 2016, Lavigne thông báo rằng cô sẽ phát hành 1 album trong năm 2017. Vào ngày 1 tháng 3 năm 2017, Lavigne thông báo rằng cô đã kí hợp đồng với BMG Rights Management và hứa sẽ ra mắt 1 album trong cùng năm. Tuy nhiên, vào ngày 21 tháng 1 năm 2018, Lavigne trả lời với 1 người hâm mộ trên Twitter: "Album sắp tới sẽ rất cá nhân, thân thiết, gần gũi, kịch tính, nguyên chất, mạnh mẽ và khó đoán trước. Bản thu âm này thực sự là một chuyến đi giàu cảm xúc." Vào ngày 7 tháng 2 năm 2018, Lavigne viết trên Twitter về album: "Tôi đang bắt đầu hòa âm album của tôi và tất cả những mãnh ghép đang hợp lại làm một. Những bài hát này sâu sắc đến tận trái tim tôi. Hãy chúc tôi may mắn khi thực hiện những bước cuối cùng cho album". Vào tháng 5 năm đó, Avril hoàn thành thu âm album, mặc dù cô ấy được cho là đã hợp tác viết nhạc với Bonnie McKee sau đó.
Vào ngày 7 tháng 7 năm 2018, Lavigne cho biết bìa đĩa của album sẽ được chụp trong tuần. Vào ngày 18 tháng 8 năm 2018, Lavigne đăng lên các trang mạng xã hội của mình "Điều thú vị đang đến gần" và "Đang chuẩn bị quay video". Vào ngày 6 tháng 9 năm 2018, Lavigne đăng 1 bức thư cho người hâm mộ trên trang web chính thức của mình, cho biết rằng cô sáng tác và thu âm tất cả các ca khúc trên chiếc ghế bành của mình do bệnh Lyme và "Head Above Water" là bài hát đầu tiên cô viết cho album. Với Lavigne, thu âm album này là một "khoảnh khắc chiến thắng" và một "thành tựu to lớn", miêu tả như "một bản thu âm vô cùng mạnh mẽ, chiến thắng và chân thực đối với tôi trong nhiều năm năm qua." Vào ngày 7 tháng 12 năm 2018, cô cho biết tên của album và danh sách các ca khúc. Lavigne cũng ra mắt bìa đĩa của album ngay sau đó, với hình ảnh cô ngồi khỏa thân trong hồ bơi, tay giữ chiếc đàn guitar.

## Đĩa đơn
"Head Above Water" được phát hành như đĩa đơn dọn đường cho album. Nó được phát hành vào ngày 19 tháng 9 năm 2018 và được gửi đến các đài phát thanh hot adult contemporary và các đài phát thanh công giáo vào ngày 8 tháng 10 năm 2018. Bài hát được miêu tả như một "sự thấu hiểu mạnh mẽ, linh thiêng về hành trình chống chọi bệnh Lyme của cô ca sĩ người Canada".
"Tell Me It's Over" được phát hành như là đĩa đơn quảng bá đầu tiên từ album vào ngày 12 tháng 12 năm 2018 cùng với việc đặt hàng trước album.
"Dumb Blonde" - một sản phẩm hợp tác với Nicki Minaj được phát hành vào ngày 12 tháng 2 năm 2019 như là đĩa đơn quảng bá thứ hai từ album.

## Đánh giá chuyên môn
Head Above Water nhận được những đánh giá trái chiều từ những các nhà phê bình âm nhạc. Ở chuyên trang Metacritic, album nhận được số điểm 56/100 dựa trên 11 bài đánh giá.
| Đánh giá chuyên môn | Đánh giá chuyên môn |
| Điểm trung bình     | Điểm trung bình     |
| Nguồn               | Đánh giá            |
| ------------------- | ------------------- |
| Metacritic          | 56/100              |
| Nguồn đánh giá      |                     |
| Nguồn               | Đánh giá            |
| AllMusic            | [ 3 ]               |
| Clash               | 7/10                |
| Exclaim!            | 6/10                |
| The Guardian        | [ 6 ]               |
| Idolator            | 3.5/5               |
| The Independent     | [ 8 ]               |
| NME                 | [ 9 ]               |
| Punknews            | [ 10 ]              |
| Pitchfork           | 5.5/10              |
| Rolling Stone       | [ 12 ]              |

## Danh sách bài hát
Nguồn: Amazon.com và iTunes Store meta data.
| STT              | Nhan đề                                 | Sáng tác                                                    | Nhà sản xuất                                                     | Thời lượng |
| ---------------- | --------------------------------------- | ----------------------------------------------------------- | ---------------------------------------------------------------- | ---------- |
| 1.               | "Head Above Water"                      | Avril Lavigne Travis Clark Stephan Moccio                   | Moccio Jay Paul Bicknell [a] Chad Kroeger [b] Chris Baseford [b] | 3:40       |
| 2.               | "Birdie"                                | Lavigne J.R. Rotem                                          | Rotem Baseford [b]                                               | 3:35       |
| 3.               | "I Fell in Love with the Devil"         | Lavigne                                                     | Baseford                                                         | 4:15       |
| 4.               | "Tell Me It's Over"                     | Lavigne Melissa Bel Ryan Cabrera Justin Gray Johan Carlsson | Carlsson Noah "Mailbox" Passovoy [b]                             | 3:09       |
| 5.               | "Dumb Blonde" (hợp tác với Nicki Minaj) | Lavigne Mitch Allan Bonnie McKee Onika Maraj                | Allan McKee [a] Baseford [b] Scott Robinson [b]                  | 3:34       |
| 6.               | "It Was in Me"                          | Lavigne Lauren Christy Carlsson                             | Carlsson Christy [b]                                             | 3:43       |
| 7.               | "Souvenir"                              | Lavigne Christy                                             | Jon Levine Christy                                               | 2:57       |
| 8.               | "Crush"                                 | Lavigne Zane Carney Carlsson                                | Carlsson Passovoy [b]                                            | 3:33       |
| 9.               | "Goddess"                               | Lavigne Carlsson Ross Golan                                 | Carlsson                                                         | 3:41       |
| 10.              | "Bigger Wow"                            | Lavigne Christy Levine                                      | Levine Christy                                                   | 2:55       |
| 11.              | "Love Me Insane"                        | Lavigne Christy                                             | Levine Christy                                                   | 3:00       |
| 12.              | "Warrior"                               | Lavigne Clark Kroeger                                       | Lavigne                                                          | 3:45       |
| Tổng thời lượng: | Tổng thời lượng:                        | Tổng thời lượng:                                            | Tổng thời lượng:                                                 | 41:47      |

| Bản CD vật lý | Bản CD vật lý | Bản CD vật lý       | Bản CD vật lý                                   | Bản CD vật lý |
| STT           | Nhan đề       | Sáng tác            | Nhà sản xuất                                    | Thời lượng    |
| ------------- | ------------- | ------------------- | ----------------------------------------------- | ------------- |
| 5.            | "Dumb Blonde" | Lavigne Allan McKee | Allan McKee [a] Baseford [b] Scott Robinson [b] | 3:09          |

| Bài hát bổ sung tại Nhật | Bài hát bổ sung tại Nhật                                       | Bài hát bổ sung tại Nhật |
| STT                      | Nhan đề                                                        | Thời lượng               |
| ------------------------ | -------------------------------------------------------------- | ------------------------ |
| 13.                      | "Head Above Water" (hợp tác với Travis Clark của We The Kings) | 4:00                     |

Notes
- ^[a]  là nhà sản xuất phụ
- ^[b]  là nhà sản xuất giọng hát
- "Dumb Blonde" không có mặt Nicki Minaj trên bản phát hành vật lý.

## Xếp hạng
| Bảng xếp hạng (2019)                     | Vị trí cao nhất |
| ---------------------------------------- | --------------- |
| Australian Albums (ARIA)                 | 9               |
| Album Bỉ (Ultratop Vlaanderen)           | 12              |
| Album Bỉ (Ultratop Wallonie)             | 25              |
| Album Canada (Billboard)                 | 5               |
| Album Cộng hòa Séc (ČNS IFPI)            | 11              |
| Album Hà Lan (Album Top 100)             | 18              |
| Album Phần Lan (Suomen virallinen lista) | 41              |
| French Albums (SNEP)                     | 34              |
| Album Đức (Offizielle Top 100)           | 3               |
| Album Ireland (IRMA)                     | 25              |
| Italian Albums (FIMI)                    | 6               |
| Album Nhật Bản (Oricon)                  | 7               |
| Japanese Hot Albums (Billboard Japan)    | 3               |
| New Zealand Albums (RMNZ)                | 21              |
| Album Scotland (OCC)                     | 8               |
| Spanish Albums (PROMUSICAE)              | 18              |
| Album Anh Quốc (OCC)                     | 10              |
| Album Anh Quốc Independent (OCC)         | 1               |
| Album Hoa Kỳ Billboard 200               | 13              |
| Album Hoa Kỳ Independent (Billboard)     | 1               |